# Guizza
La Guizza (Quartiere 4 Sud Est) è uno dei quartieri collocati più a sud della città di Padova, estendendosi dalla zona del Bassanello sino al confine settentrionale del comune di Albignasego.
Zona residenziale, con una forte densità abitativa, la Guizza è attraversata dal principale asse del Metrotram cittadino, il cui capolinea sud si trova in questo quartiere. Rappresenta il principale punto di accesso alla città per il traffico proveniente dalla parte meridionale della provincia.

## Geografia
La Guizza è un quartiere della zona 4 (sud) di Padova.
Il quartiere è delineato dal Lungargine Bassanello e dal fiume Bacchiglione. Il quartiere confina con il Crocifisso, con Salboro e con la Paltana. La via principale è Via Guizza Conselvana.
Il quartiere ha una superficie di circa 4,26 km² e vi risiedono 12 848 abitanti.

### Fiumi
Il nodo fluviale del Lungargine Bassanello aveva passi a barche, essendo assicurato ad una fune posta di traverso al canale Maestro e il ponte in muratura, risalente al 1281. Sono state fatte alcune proposte di rettifica da Angelo Artico per agevolare lo smaltimento delle piene. Sono stati proposti degli schemi idrografici per i principali progetti di sistemazione dei fiumi Brenta e Bacchiglione fino all'anno 1777. Anton Maria Logna ha proposto una regolazione delle acque a Padova, che prevede il collegamento diretto tra il Bacchiglione, il Bassanello e il canale Roncajette. L'idea è stata ripresa un secolo più tardi dall’idraulico toscano Vittorio Rossombrone. È stato costruito un canale scaricatore delle piene che ha origine nell'Ottocento ed è stato reso navigabile negli anni Trenta del Novecento.

## Origine del nome
Il nome "Guizza" deriva dal termine longobardo Vìzha, che significa bosco. Il territorio a Sud di Padova, infatti, era paludoso e vi sorgevano estesi boschi naturali prima che la città si estendesse urbanisticamente.

## Storia

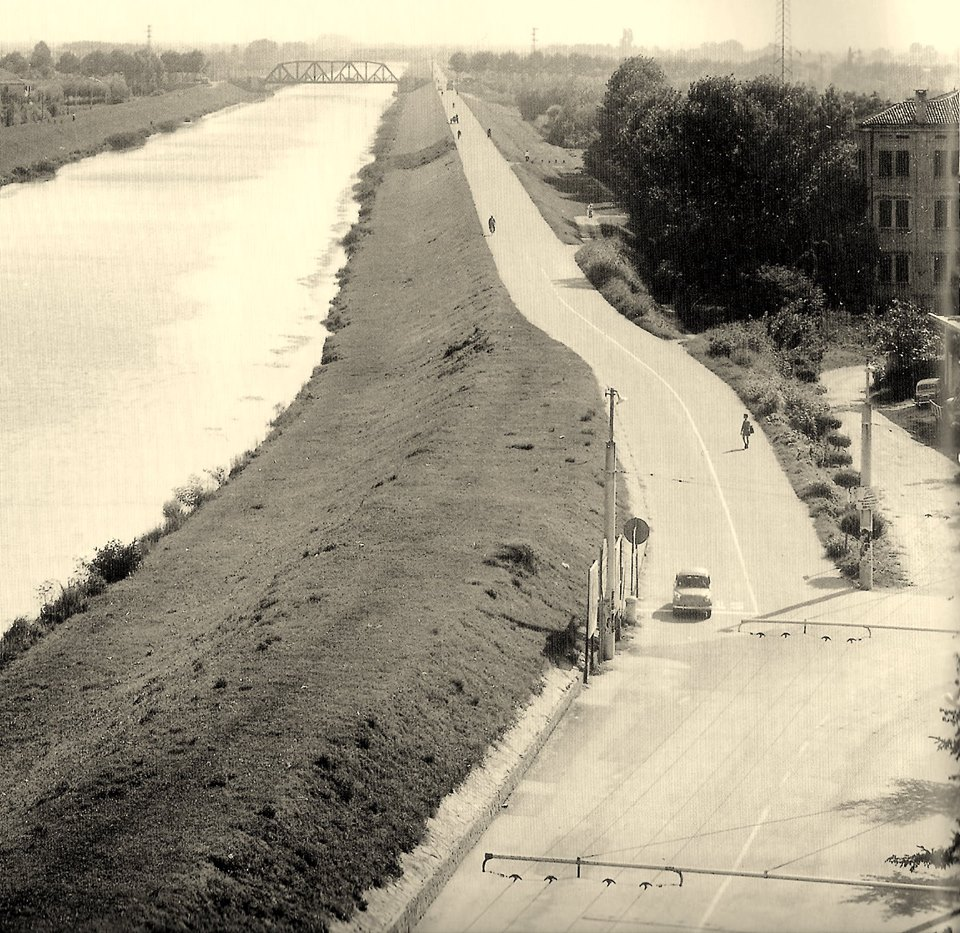
Immagine del quartiere Guizza negli anni cinquanta

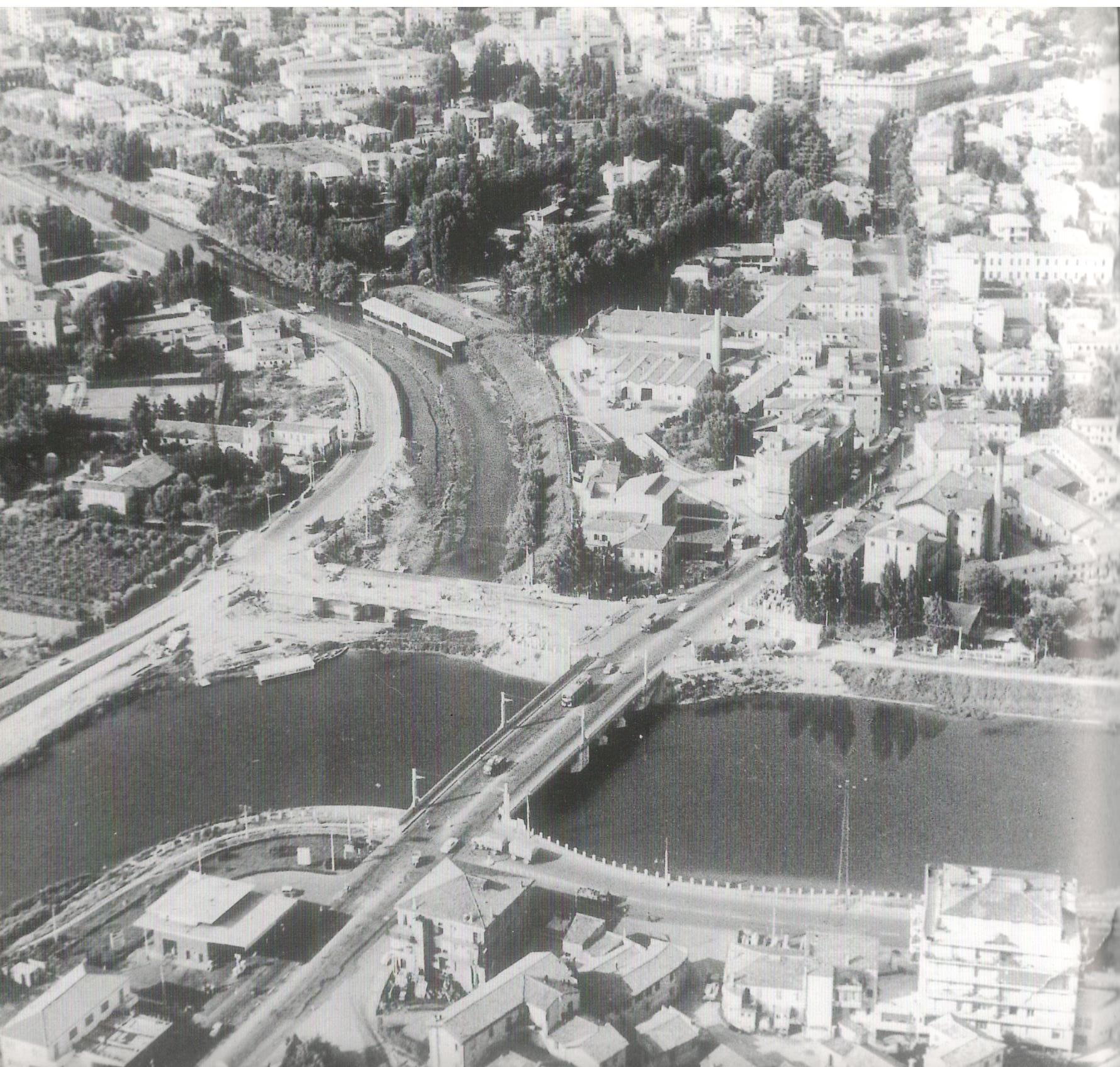
Foto aerea con il Bacchiglione e la chiesa di Bassanello visti dall'alto, 1962

La storia della Guizza, da quando era una stazione di posta alla sua incorporazione nella città, è al centro di gran parte della narrativa dello scrittore padovano Piero Sanavìo.
Il quartiere Guizza è conosciuto dal 1016, ma i primi insediamenti risalgono al periodo dell’Impero romano. Sono datate fra il I secolo a.C. e il I secolo d.C. alcune anfore ritrovate nel 2009 in via dei Salici durante i lavori di costruzione dell'impianto sportivo. I primi ad abitare questo quartiere furono i cosiddetti capofamiglia con le rispettive famiglie. In seguito i Romani abbandonarono il quartiere, che si riempì di foreste e di corsi d’acqua. A partire dal 1630 il Bassanello fece parte della Guizza.
La Guizza nel Novecento era un sobborgo di Padova. Essa era caratterizzata da case coloniche sparse e da ville di ricchi proprietari, costruite in Via Wollemborg e in via Fogazzaro.
Nel 1919 fu fondata in via Guizza 14 la fabbrica di giocattoli Ingap (Industria Nazionale Giocattoli Automatici Padova) che nel 1938 giunse a impiegare circa 600 lavoratori e divenne una delle fabbriche di giocattoli più importanti a livello internazionale in uno spazio di oltre 15.000 metri quadrati. Si producevano giocattoli in latta ma anche innovative automobili, trenini, aerei a movimento meccanico. All'apice del successo la fabbrica produceva fino a 400 modelli diversi. La concorrenza straniera e l'avvento della plastica portarono l'Ingap a un inesorabile declino che portò alla chiusura nel 1972.
Nel 1922 fu costruito il tempietto dedicato alla Madonna di Lourdes, che era invocata per proteggere i raccolti agricoli.
Nel 1981 il gruppo terroristico delle Brigate Rosse rapì il generale statunitense James Lee Dozier, che fu liberato dopo avere trascorso 42 giorni di prigionia in un appartamento di via Pindemonte.

## Monumenti e luoghi di interesse

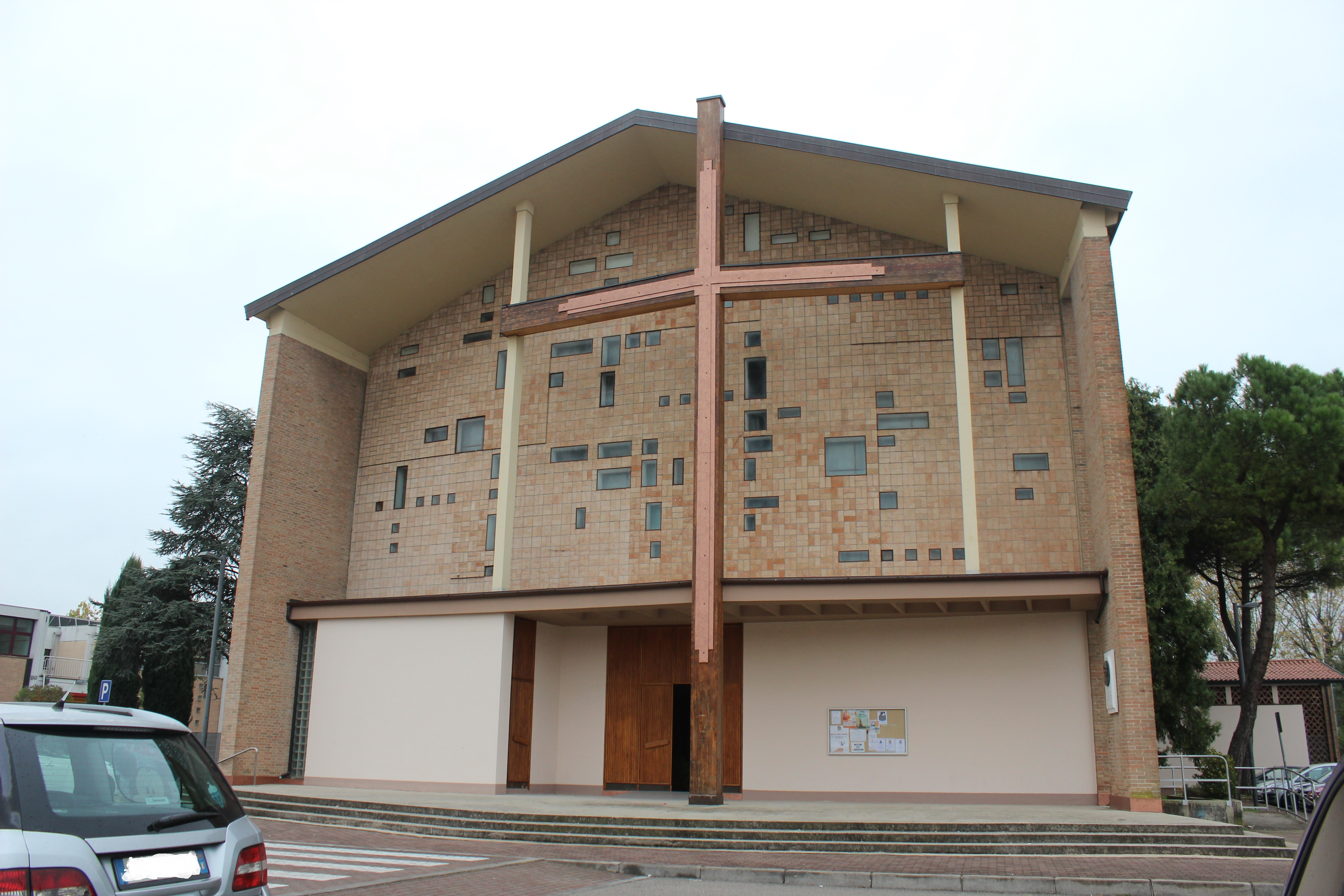
Chiesa dei Santi Angeli Custodi

Tre sono le chiese presenti nel quartiere Guizza: la chiesa parrocchiale di Santa Maria Assunta, inaugurata il 23 ottobre 1892; la chiesa dei Santi Angeli Custodi, inaugurata il 31 agosto 1957 e Santa Teresa del Bambino Gesù, inaugurata il 1 ottobre 1973.

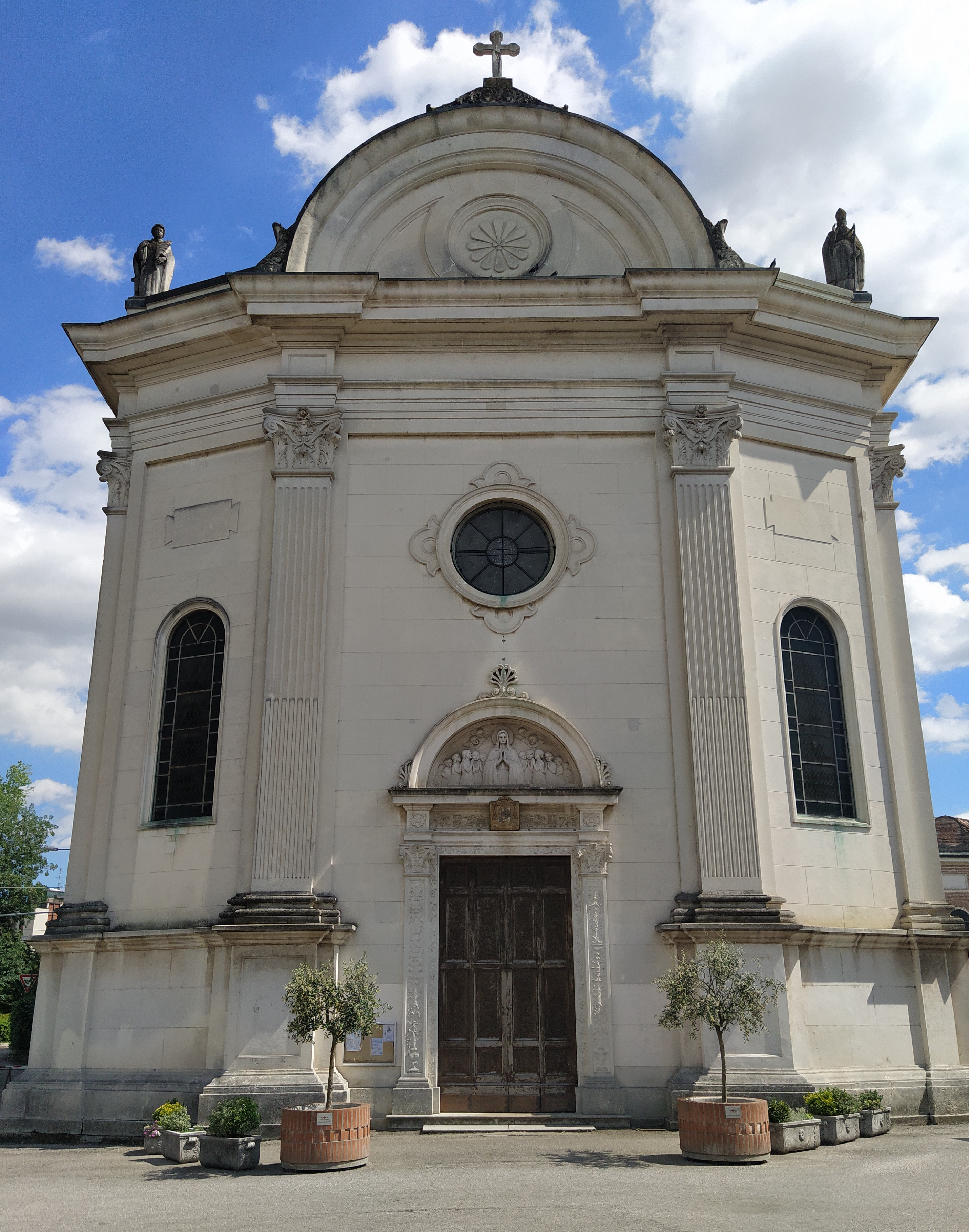
Chiesa di Santa Maria Assunta al Bassanello

## Cultura
Come in tutta la città la religione più diffusa è quella cattolica. 

### Scuole
Il IX Istituto Comprensivo "Ricci Curbastro" comprende:
- Scuola primaria "Ricci Curbastro"
- Scuola primaria "Oriani"
- Scuola secondaria di I grado "Marsilio da Padova"
- Scuola primaria "E. Cornaro"
- Scuola dell'Infanzia "L'Aquilone"

Dal 25 novembre 2019 è attivo un punto di erogazione del CPIA (Centro Provinciale per l'Istruzione degli Adulti) di Padova presso la ex casa del custode della scuola "Ricci Curbastro": vengono erogati corsi di licenza media e di lingua italiana per adulti.